# 崔太敏
崔 太敏（チェ・テミン、朝鮮語: 최태민、1918年11月5日 - 1994年5月1日）は、大韓民国の牧師、呪術師、シャーマン。

## 来歴
黄海道鳳山郡生まれ。日本統治時代に警察官を務め、光復後、僧侶になったという。6回結婚し、複数の偽名を使っていた。
1970年代初め、仏教・キリスト教・天道教を総合した新宗教「永世教（ko:영세교）」の開祖となった。
1974年8月15日、朴正煕大統領の夫人・陸英修の暗殺後に、陸の霊に『私と娘の間には秘密がある。それを手紙に書いて送れば先生に会うから、会ったら娘に力を貸してやって欲しい』と話された崔が手紙を書いて、ソウルの光化門郵便局に送ったところ、大統領府（青瓦台）から崔氏の龍山の当時の自宅に電話があり『差し向ける黒い乗用車に乗って来なさい』と言われた。崔が朴正煕の次女・朴槿恵に会い、母親から聞いた秘密の話をしたところ、朴槿恵は気絶した。その夢で朴槿恵が母親に会ったところ「崔太敏さんはお前を助けてくれる」と言ったという。その時から朴槿恵は崔を完全に信じることになった。
そして朴正煕が1972年10月に維新体制を行い、キリスト教は反対勢力になったので崔太敏に「お前はもう牧師なんだから、基督教の既存勢力を抑える団体を作れ」と言われ永世教の看板を下ろし、1975年4月、宗教団体「大韓救国宣教団」（救国十字軍）を創設し全国に支部が完成すると総裁に就任、朴槿恵を名誉総裁に迎えた。当時、崔太敏と令嬢・朴槿恵は一旦同じ部屋に入れば、一日中出てこないという噂があった。大韓民国中央情報部長の金載圭が情報報告を朴正煕にしたことについて、彼が二人を呼んで直接訊いた。朴槿恵は崔を積極的に擁護し、崔は『私たちは霊的な家族や夫婦のようなものであって、肉体に関する浅ましい話はしてくれるな』と言った。朴正煕はこれを聞いて納得した。金載圭には情報を上げるならしっかりしろと言った。この事が金による朴正煕暗殺事件に繋がったとも言われる。1979年、この団体を「セマウム奉仕団」に改称、地域・大学・企業内に支部を作り急成長させていった。
1979年までの朴正煕政権時代においては、青瓦台に自由に出入りし権勢をほしいままにしており、『韓国のラスプーチン』ともよばれていた。1977年9月、金載圭の報告をもとに、不正容疑などのため朴正熙から直接尋問されたものの、司法処理は免れた。朴正煕暗殺3日前の1979年10月23日、金載圭は、崔太敏の経歴・不正の事実・女性関係・利権介入に関する報告書を朴大統領に直接手渡しており、その内容は、2007年大韓民国大統領選挙・2012年大韓民国大統領選挙の際韓国メディアに詳報された。
1980年代には槿花奉仕団の総合総会長として寵愛していた若くして副総会長にしたチョン・ギヨン牧師を妬む他の牧師に『オイ、この野郎。お前たちはシャーマンが持つ霊力もないくせに、何が牧師だ。情けないやつらだ。この方は私より霊力が強いので私が迎えた方だ』と激怒した。崔は普段は言葉が荒いがチョン牧師には優しく、600万ウォンという当時ならマンション2世帯分買える金を与えた。
1993年10月にチョン牧師と会うと、崔太敏はボディガード6人を連れていて『将来、朴槿恵氏が大統領になるので彼女の選挙運動に力を貸してください。槿花奉仕団が全国に70万人の組織を使って選挙運動を引き受けてください。資金は朝興銀行安国洞（アングクトン）支店に13億ウォンあり、貯まっている利子が9000万ウォンあります」と頼んだ。崔一家は、修業時代は他人に米を貰って食べていたほど貧しかったが、1974年の暗殺事件以後に朴大統領（父）の側近となると、企業関係者や救国布教団の役職が欲しい人々が様々な物を持って来るなどして13億ウォンほども蓄財した。
1994年に崔は慢性腎不全で亡くなった。しかし、1998年、朴槿恵が大邱広域市達城郡選挙区の国会議員再・補欠選挙で当選し政界にデビューした当時より、娘で五女の崔順実の夫のチョン・ユンフェが秘書室長として2000年まで朴槿恵議員室の活動を管理し、大統領府（青瓦台）の「ドアノブ3人衆」（李在万前総務秘書官、アン・ボングン前国政広報秘書官、チョン・ホソン前付属秘書官）を1998年に選んだ人物として韓国では知られている。このように朴槿恵には崔の影が付きまとっていたことが、大統領就任後の崔順実ゲート事件に繋がった。